# Autun
Autun là một xã trong tỉnh Saône-et-Loire, thuộc vùng Bourgogne-Franche-Comté của nước Pháp, có dân số là 16.419 người (thời điểm 1999).

## Nhân khẩu học
| 1844  | 1962   | 1968   | 1975   | 1982   | 1990   | 1999   |
| ----- | ------ | ------ | ------ | ------ | ------ | ------ |
| 9 921 | 16 752 | 20 286 | 20 995 | 20 082 | 17 906 | 16 419 |

## Các thành phố kết nghĩa
- Ingelheim am Rhein, Đức
- Stevenage, Vương quốc Anh

## Những người con của thành phố
- Eumenius
- Nicolas Changarnier, tướng quân đội
- Louis Renault, luật gia và nhận Giải thưởng Nobel về hòa bình